# Alopecosa aurita
Alopecosa aurita là một loài nhện trong họ Lycosidae.
Loài này thuộc chi Alopecosa. Alopecosa aurita được Jun Chen, Da-xiang Song & Joo-Pil Kim miêu tả năm 2001.